# Application de la loi dans le temps en droit français
 (novembre 2021).
La mise en forme du texte ne suit pas les recommandations de Wikipédia : il faut le « wikifier ».
Les points d'amélioration suivants sont les cas les plus fréquents. Le détail des points à revoir est peut-être précisé sur la page de discussion.
- Les titres sont pré-formatés par le logiciel. Ils ne sont ni en capitales, ni en gras.
- Le texte ne doit pas être écrit en capitales (les noms de famille non plus), ni en gras, ni en italique, ni en « petit »…
- Le gras n'est utilisé que pour surligner le titre de l'article dans l'introduction, une seule fois.
- L'italique est rarement utilisé : mots en langue étrangère, titres d'œuvres, noms de bateaux, etc.
- Les citations ne sont pas en italique mais en corps de texte normal. Elles sont entourées par des guillemets français : « et ».
- Les listes à puces sont à éviter, des paragraphes rédigés étant largement préférés. Les tableaux sont à réserver à la présentation de données structurées (résultats, etc.).
- Les appels de note de bas de page (petits chiffres en exposant, introduits par l'outil «  Source ») sont à placer entre la fin de phrase et le point final[comme ça].
- Les liens internes (vers d'autres articles de Wikipédia) sont à choisir avec parcimonie. Créez des liens vers des articles approfondissant le sujet. Les termes génériques sans rapport avec le sujet sont à éviter, ainsi que les répétitions de liens vers un même terme.
- Les liens externes sont à placer uniquement dans une section « Liens externes », à la fin de l'article. Ces liens sont à choisir avec parcimonie suivant les règles définies. Si un lien sert de source à l'article, son insertion dans le texte est à faire par les notes de bas de page.
- La présentation des références doit suivre les conventions bibliographiques. Il est recommandé d'utiliser les modèles {{Ouvrage}}, {{Chapitre}}, {{Article}}, {{Lien web}} et/ou {{Bibliographie}}. Le mode d'édition visuel peut mettre en forme automatiquement les références.
- Insérer une infobox (cadre d'informations à droite) n'est pas obligatoire pour parachever la mise en page.

Pour une aide détaillée, merci de consulter Aide:Wikification.
Si vous pensez que ces points ont été résolus, vous pouvez retirer ce bandeau et améliorer la mise en forme d'un autre article.
 (novembre 2021).
En droit privé, une loi nouvelle entrant en vigueur, même si elle a le même objet qu'une loi ancienne, ne se substitue pas purement et simplement à celle-ci. La loi ancienne continue d’avoir certains effets. À défaut de dispositions transitoires qui règlent explicitement le passage entre les deux lois, il faut déterminer concrètement les effets juridiques de la loi nouvelle. Il faut en particulier déterminer dans quelle mesure la loi nouvelle s'applique à des situations nées avant son entrée en vigueur. 
C'est toute la question de l'application de la loi dans le temps et celle des conflits de lois dans le temps…

## Entrée en vigueur des dispositions législatives ou réglementaires
L'article 1er du Code civil (depuis sa modification par l'ordonnance n° 2004-164 du 20 février 2004) dispose que :
« Les lois et, lorsqu'ils sont publiés au Journal officiel de la République française, les actes administratifs entrent en vigueur à la date qu'ils fixent ou, à défaut, le lendemain de leur publication. Toutefois, l'entrée en vigueur de celles de leurs dispositions dont l'exécution nécessite des mesures d'application est reportée à la date d'entrée en vigueur de ces mesures. »
« En cas d'urgence, entrent en vigueur dès leur publication les lois dont le décret de promulgation le prescrit et les actes administratifs pour lesquels le Gouvernement l'ordonne par une disposition spéciale. »
« Les dispositions du présent article ne sont pas applicables aux actes individuels. »
En particulier, une disposition législative n'entre en vigueur qu'à compter de l'entrée en vigueur des décrets d'application lorsque ces derniers sont nécessaires (disposition législative trop imprécise pour être directement applicable). En général, la loi indique les textes d'application nécessaires, mais cela n'est pas toujours déterminant et n'oblige pas le juge.
L'entrée en vigueur du texte nouveau est subordonnée à sa publication. Tant que la publication n’est pas intervenue, il ne peut être invoqué par quiconque ni lui être opposé, ni faire naître de droits.

## Application de la loi nouvelle

### Application immédiate de la loi nouvelle
La loi nouvelle s'applique sans difficulté aux situations juridiques nées après son entrée en vigueur. 
Sauf dispositions rétroactives (voir ci-dessous) parfois autorisées, la loi nouvelle n'a en revanche pas d'effet sur les situations juridiques définitivement constituées avant son entrée en vigueur.
Restent à examiner les jurisprudentiels de bon sens sur les délais de forclusion ou de prescription.
La loi nouvelle aura également vocation à s'appliquer à des actes qui se prolongent dans le temps et, par ailleurs, rien n’exclut qu’une loi attache des effets futurs à une situation passée. Il faut alors déterminer ce qui est régi par la loi nouvelle et ce qui demeure régi par la loi ancienne. On distingue ici entre les situations contractuelles et les situations non contractuelles.

### La question difficile des droits acquis
La doctrine et la jurisprudence ont longtemps raisonné en termes de droits acquis et de simples expectatives, mais ces notions paraissaient vagues et peu adéquates à la question de l'application des lois dans le temps. Le Doyen Paul Roubier (1886-1963) a proposé de distinguer la création des situations juridiques et les effets des situations juridiques. Selon cette distinction, la loi nouvelle s'applique immédiatement aux situations juridiques en cours de constitution et s'applique également aux effets futurs d'une situation juridique née antérieurement à son entrée en vigueur.
Mais la jurisprudence a grosso modo adopté cette distinction (parfois en gardant le vocabulaire des « droits acquis »), notamment depuis un arrêt de principe de la Cour de cassation en 1932 : « Si toute loi nouvelle régit, en principe, les situations établies et les rapports juridiques formés dès avant sa promulgation, il est fait échec à ce principe par la règle de la non-rétroactivité des lois formulée par l'article 2 du Code civil, lorsque l'application d'une loi nouvelle porterait atteinte à des droits acquis sous l'emprise de la législation antérieure » . 
Ainsi, la loi nouvelle est d'application immédiate et régit les situations établies et les rapports juridiques formés dès avant sa promulgation, mais, sauf exception, elle n’est pas rétroactive et ne doit pas porter atteinte à des droits acquis. S'agissant des effets futurs des situations juridiques non contractuelles, la loi nouvelle s'applique immédiatement aux situations juridiques (état de citoyen, de père, d'époux, de propriétaire...) et leurs effets futurs sont déterminés par la loi seule. En revanche, les effets des contrats conclus antérieurement à la loi nouvelle demeurent en principe régis par la loi ancienne (voir ci-dessous).

### Lois et contrats
Les effets et les conditions des contrats conclus antérieurement à la loi nouvelle, même s'ils se réalisent postérieurement à son entrée en vigueur, demeurent en principe régis par la loi sous l'empire de laquelle ces contrats ont été passés. 
Cependant cette survie de la loi ancienne, en matière contractuelle, est cantonnée par la notion d'effets légaux du contrat. La loi nouvelle postérieure à la conclusion du contrat régit les effets spécialement attachés par la loi à un contrat en cours. Il ne s'agit plus de la situation contractuelle (où le contrat est la loi des parties), mais des effets dont l'existence et le contenu sont déterminés par la loi en vigueur au moment où ils se produisent. Le législateur peut ainsi vouloir soumettre les contrats en cours à la nouvelle loi, et le juge constate alors l'existence d'une loi d'ordre public et l'applique au contrat.
En revanche, une loi nouvelle ne doit pas bouleverser l’équilibre des contrats et conventions légalement conclus avant son intervention. 
Enfin, d'après le Conseil d'État, «  dans le cas où une loi n'a pas expressément prévu, sous réserve, le cas échéant, de mesures transitoires, l'application des normes nouvelles qu'elle édicte à une situation contractuelle en cours à la date de son entrée en vigueur, la loi ne peut être interprétée comme autorisant implicitement une telle application de ses dispositions que si un motif d'intérêt général suffisant, lié à un impératif d'ordre public, le justifie, et que s'il n'est pas dès lors porté une atteinte excessive à la liberté contractuelle. Pour les contrats administratifs, l'existence d'un tel motif d'intérêt général s'apprécie en tenant compte des règles applicables à ces contrats, notamment du principe de mutabilité.  »

### Principe de non-rétroactivité
En matière pénale :
- selon un principe à valeur constitutionnelle issu de la déclaration des droits de l'homme et du citoyen, la loi ne peut être rétroactive pour les sanctions plus sévères (dans un sens large incluant les sanctions administratives) [12].
- selon un autre principe général, les sanctions pénales plus douces s’appliquent de façon rétroactive[13].

On parlera dans ce cas ci de rétroactivité in mitius.
Dans les autres matières :
- Si l’article 2 du Code civil, aux termes duquel « la loi ne dispose que pour l’avenir ; elle n’a point d’effet rétroactif » peut être parfois écarté par la loi, cette faculté du législateur n’est pas sans limite.
- La jurisprudence du Conseil constitutionnel encadre en effet strictement les lois rétroactives (lois de validation et lois interprétatives) [14]. En particulier, une telle loi ne doit pas mettre en cause les décisions juridictionnelles passées en force de chose jugée[15] et doit répondre à un but d'intérêt général suffisant[16].
- De plus, la Convention européenne des droits de l'homme s'oppose, sauf pour d'impérieux motifs d'intérêt général, à l'ingérence du législateur, par de telles lois rétroactives, dans les procès en cours[17].

## Conflits de normes juridiques dans le temps
En principe, la loi nouvelle abroge la loi antérieure contraire. Il y a cependant quelques exceptions à ce principe général.

### Lois et traités
L'article 55 de la Constitution affirme la supériorité des traités sur les lois. Il faut entendre qu'en cas de dispositions contraires, le traité l'emporte sur la loi, même postérieure. Ce traité peut être écarté s'il n'est pas ratifié et ou s'il n'est pas réciproquement appliqué.
Le juge interne écartera donc une loi postérieure à un traité international et contraire à celui-ci, conformément aux jurisprudences de la Cour de cassation (depuis son arrêt Société des cafés Jacques Vabre du 24 mai 1975) et du Conseil d'État (depuis son arrêt Nicolo du 20 octobre 1989), lorsqu'une partie à un procès se prévaudra de la disposition du traité.  
Pour plus de précisions, voir Arrêt Nicolo et Droit international privé en France.

### Lois spéciales et lois générales
La loi spéciale déroge à la loi générale. Aussi, une loi nouvelle qui modifie le droit commun n’a pas pour effet de remettre en cause les règles spéciales qui dérogeaient à ce droit commun, sauf si elle le prévoit explicitement. Les dispositions spéciales antécédentes restent donc normalement en vigueur.